# Hesperia (Michigan)
Hesperia – wieś w Stanach Zjednoczonych, w stanie Michigan, w hrabstwie Newaygo.